# Објак (Лот и Гарона)
Објак (фр. Aubiac) насеље је и општина у југозападној Француској у региону Аквитанија, у департману Лот и Гарона која припада префектури Ажан.
По подацима из 2011. године у општини је живело 1039 становника, а густина насељености је износила 74,96 становника/km². Општина се простире на површини од 13,86 km². Налази се на средњој надморској висини од 107 метара (максималној 180 m, а минималној 69 m).

## Демографија
| 1962. | 1968. | 1975. | 1982. | 1990. | 1999. | 2011. |
| ----- | ----- | ----- | ----- | ----- | ----- | ----- |
| 352   | 366   | 468   | 680   | 826   | 904   | 1.039 |

График промене броја становника у току последњих година